# Daniel Williams (músico)
Daniel Williams (Dayton, Ohio; 12 de diciembre de 1985-San Diego, California; 22 de mayo de 2025) fue un músico y compositor estadounidense conocido por ser baterista y cofundador de la banda de metalcore The Devil Wears Prada. Formó parte del grupo desde su fundación en 2005 hasta su salida en 2016.

## Primeros años
Daniel Williams nació el 12 de diciembre de 1985 y creció en Dayton, Ohio. Empezó a tocar la batería en sexto grado, empezando con la caja en la clase de música de su escuela. Continuó durante la secundaria, y finalmente se unió a una banda de punk con amigos.

## Carrera musical
Williams comenzó su carrera como baterista de la banda estadounidense de metalcore The Devil Wears Prada, que cofundó junto a Mike Hranica, Chris Rubey, Jeremy DePoyster, James Baney y Andy Trick, y participó en múltiples álbumes de estudio, incluyendo Dear Love: A Beautiful Discord (2006), Plagues (2007), With Roots Above and Branches Below (2009), Dead Throne (2011) y 8:18 (2013).
En 2012, tocó con su banda en su álbum debut en vivo, Dead & Alive. El álbum se grabó el 14 de diciembre de 2011, durante la gira Dead Throne de su banda en The Palladium de Worcester, Massachusetts.
Williams dejó la banda en 2016. Tras su salida, comenzó a trabajar en la industria tecnológica, donde se desempeñó como arquitecto de software sénior en GoPro, y poco antes de su fallecimiento, había aceptado un puesto en Apple Inc.

## Vida personal
Williams expresó intereses ajenos a su carrera musical, como el surf, el snorkel, el motociclismo y la lectura de cómics. También se describió como aficionado a pasatiempos "nerd", como jugar videojuegos e intentar iniciarse en la escalada en roca.
En agosto de 2019, Williams estuvo presente durante el tiroteo masivo en Dayton. Se encontraba en el bar Ned Peppers, ubicado en el distrito de Oregón de la ciudad, junto con un amigo. Williams declaró posteriormente en redes sociales que se encontraba en la terraza trasera del bar cuando comenzó el tiroteo. Creyendo inicialmente que los disparos provenían del exterior, él y otros volvieron a entrar al edificio para refugiarse. El incidente dejó nueve muertos y al menos 26 heridos.

## Muerte
El 22 de mayo de 2025, Williams falleció en un accidente aéreo en San Diego, California. Iba a bordo de un avión Cessna 550 Citation II que se estrelló en el barrio de Murphy Canyon, cerca del Aeropuerto Ejecutivo Montgomery-Gibbs, aproximadamente a las 3:45 a. m., hora local. La aeronave, pilotada por el agente musical Dave Shapiro, se dirigía desde el aeropuerto de Teterboro en Nueva Jersey, con una parada para repostar en Wichita, Kansas, antes de su llegada prevista a San Diego.
Según su padre, Larry Williams, su hijo se encontraba entre las víctimas del accidente aéreo ocurrido alrededor de las 4:00 a. m. en San Diego. El incidente provocó un incendio que afectó parte de un barrio residencial compuesto por viviendas propiedad de la Marina de los Estados Unidos.
Horas antes del accidente, Williams compartió fotos desde el interior de la cabina en su cuenta de Instagram, subtitulando una de ellas con "Aquí vamos". Tras el incidente, la banda The Devil Wears Prada rindió homenaje a Williams en las redes sociales, declarando: "Sin palabras. Te debemos todo. Te amaremos por siempre.".

## Discografía

### ConThe Devil Wears Prada
Álbumes de estudio
- Dear Love: A Beautiful Discord (2006)
- Plagues (2007)
- With Roots Above and Branches Below (2009)
- Dead Throne (2011)
- 8:18 (2013)

EPs
- Zombie (2010)
- Space (2015)

Álbumes en vivo
- Dead & Alive (2012)